# ARMTV
A Companhia de Rádio e Televisão Pública Armeniana (APMTV) é a televisão pública da Arménia. O canal é membro activo da União Europeia de Rádiodifusão (EBU), e responsável pela presença do seu país na Eurovisão.